# ظيان محلاقي
الظيان المحلاقي (باللاتينية: Clematis cirrhosa) نوع نباتي ينتمي إلى جنس الظيان من الفصيلة الحوذانية.
موطنه المشرق العربي والمغرب العربي وحوض البحر الأبيض المتوسط.